# Max Deutsch

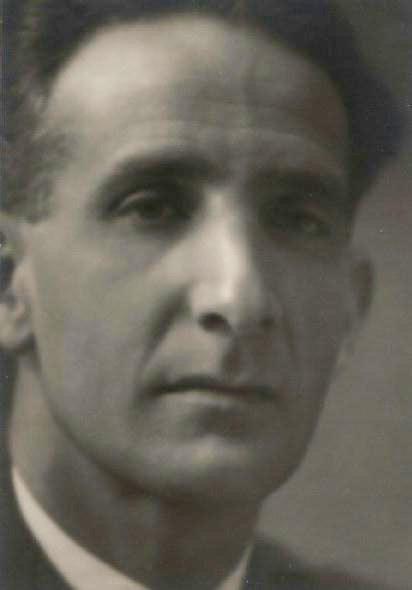
Max Deutsch

Max Deutsch (Wenen, 17 november 1892 – Parijs, 22 november 1982) was een Oostenrijks-Frans componist, dirigent en muziekpedagoog.
Hij was een leerling van Arnold Schönberg en oprichter van het theater Der Jüdische Spiegel (De Joodse Spiegel) in Parijs. Veel werken van componisten zoals Schönberg, Anton Webern, en Alban Berg hebben hier hun première beleefd.Van 1940 tot 1945 diende Deutsch in het Vreemdelingenlegioen. Onder zijn Parijse studenten bevonden zich de componisten György Kurtág, Luis de Pablo, de muziekcriticus Heinz-Klaus Metzger, en de Amerikaanse componist Eugene Kurtz.
- Bibsys: 3106139
- Biblioteca Nacional de España: XX1195137
- Bibliothèque nationale de France: cb13571900m (data)
- CiNii: DA14929329
- Gemeinsame Normdatei: 123053528
- International Standard Name Identifier: 0000 0000 8143 7327
- Library of Congress Control Number: no93009554
- MusicBrainz: f1c9cdff-67b7-4815-a946-1256cc4f4156
- Nationale Bibliotheek van Tsjechië: xx0152200
- Nationale bibliotheek van Australië: 35704049
- Nationale Bibliotheek van Israël: 987007520768305171
- Nationale Bibliotheek van Polen: a0000003326109
- Nederlandse Thesaurus van Auteursnamen: 069047634
- Réseau des bibliothèques de Suisse occidentale: 02-A009288496
- SNAC: w68p6tjk
- Système universitaire de documentation: 086099523
- Trove: 1050133
- Virtual International Authority File: 64173688
- WorldCat: E39PBJcc9RvJ4y6HkbWGGMCRKd